# Championnat d'URSS de hockey sur glace 1950-1951
Saison précédente Saison suivante
La saison 1950-1951 est la 5e saison du championnat d'Union soviétique de hockey sur glace. Toutes les rencontres se jouent de décembre 1950 à février 1951.

## Première phase

### Groupe A
| Clt   | Équipe                  | PJ | V | D | N | BP | BC | Pts |
| ----- | ----------------------- | -- | - | - | - | -- | -- | --- |
| +001, | Dinamo Moscou           | 5  | 5 | 0 | 0 | 32 | 6  | 10  |
| +002, | Krylia Sovetov Moscou   | 5  | 4 | 1 | 0 | 31 | 9  | 8   |
| +003, | ODO Léningrad           | 5  | 2 | 2 | 1 | 11 | 23 | 5   |
| +004, | Spartak Moscou          | 5  | 1 | 2 | 2 | 17 | 16 | 4   |
| +005, | Dzerjinets Tcheliabinsk | 5  | 1 | 3 | 1 | 12 | 39 | 3   |
| +006, | Spartak Minsk           | 5  | 0 | 0 | 5 | 3  | 32 | 0   |

- Qualifié pour la phase finale

### Groupe B
| Clt   | Équipe            | PJ | V | D | N | BP | BC | Pts |
| ----- | ----------------- | -- | - | - | - | -- | -- | --- |
| +001, | VVS MVO Moscou    | 5  | 4 | 0 | 1 | 43 | 9  | 9   |
| +002, | CDKA Moscou       | 5  | 4 | 0 | 1 | 33 | 10 | 9   |
| +003, | Dinamo Léningrad  | 5  | 2 | 3 | 0 | 19 | 30 | 4   |
| +004, | Dinamo Tallinn    | 5  | 2 | 3 | 0 | 9  | 29 | 4   |
| +005, | Dinamo Sverdlovsk | 5  | 1 | 3 | 1 | 18 | 32 | 3   |
| +006, | Daugava Riga      | 5  | 0 | 4 | 1 | 13 | 25 | 1   |

- Qualifié pour la phase finale

## Poule finale
| Clt   | Équipe                | PJ | V | D | N  | BP | BC | Pts |
| ----- | --------------------- | -- | - | - | -- | -- | -- | --- |
| +001, | VVS MVO Moscou        | 10 | 9 | 0 | 1  | 74 | 18 | 19  |
| +002, | Dinamo Moscou         | 10 | 7 | 3 | 0  | 50 | 34 | 14  |
| +003, | Krylia Sovetov Moscou | 10 | 6 | 3 | 1  | 41 | 23 | 13  |
| +004, | CDKA Moscou           | 10 | 5 | 5 | 0  | 36 | 33 | 10  |
| +005, | Dinamo Léningrad      | 10 | 2 | 8 | 0  | 30 | 47 | 4   |
| +006, | ODO Léningrad         | 10 | 0 | 0 | 10 | 13 | 88 | 0   |

- Vainqueur de la compétition

## Référence
Résultats de la saison sur Hockeyarchives